# Floridsdorf
Floridsdorf ist der 21. Wiener Gemeindebezirk. Er entstand im Jahr 1904 durch Eingemeindung der Stadt Floridsdorf und einiger umliegender Dörfer, von denen manche später in den 22. Bezirk Donaustadt wechselten. Floridsdorf ist nach Fläche der zweitgrößte und der drittbevölkerungsreichste Wiener Gemeindebezirk. Er bildet gemeinsam mit der Donaustadt den links der Donau liegenden Teil Wiens.

## Geographie

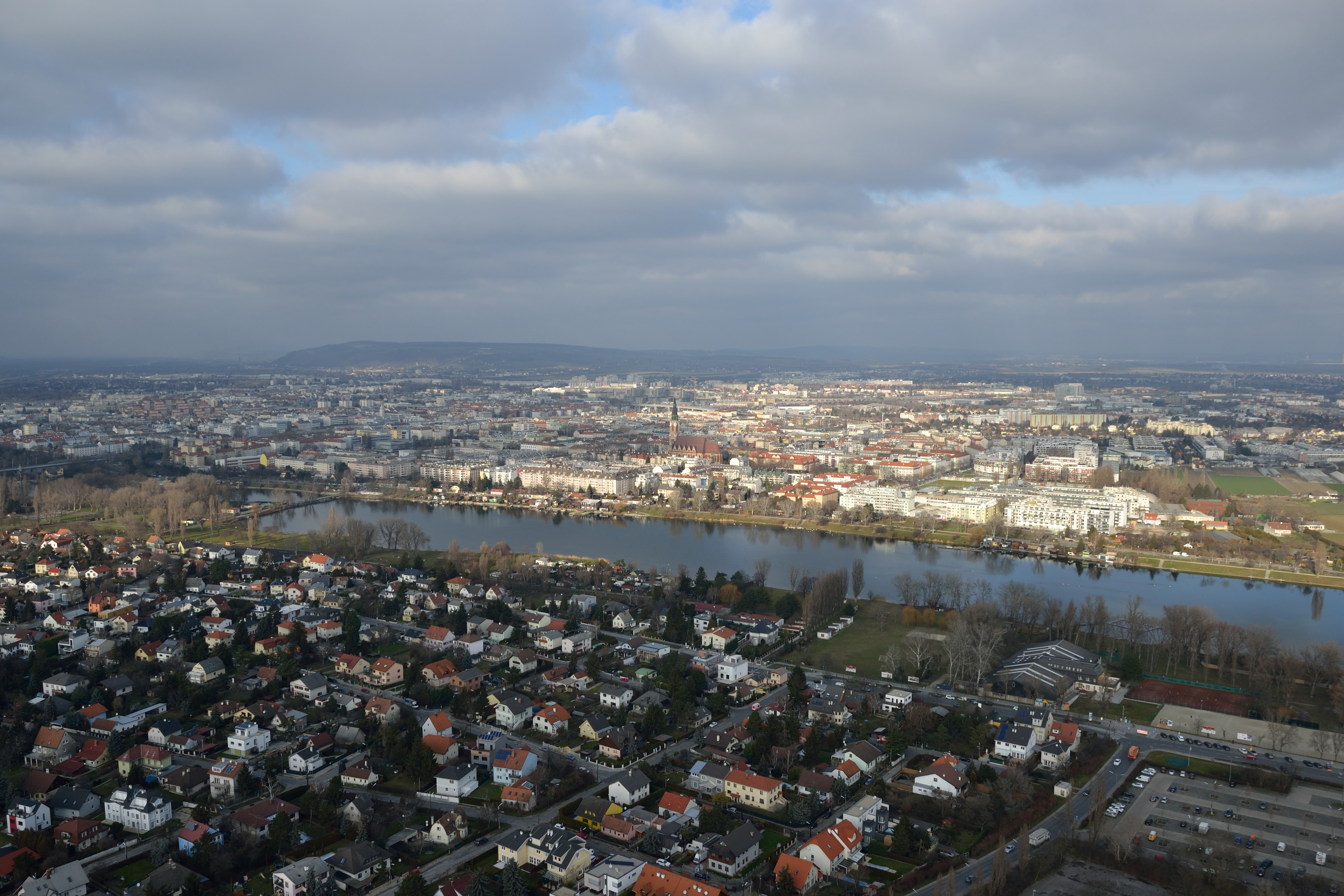
Blick vom Donauturm auf Floridsdorf

### Berge und Gewässer
Im Norden von Floridsdorf dominieren die südlichen Ausläufer des Bisambergs das Relief des Gemeindebezirks. Während sich der Gipfel des Bisambergs (358 m) bereits in Niederösterreich befindet, stellt dessen Seitengipfel Falkenberg (320 m) den höchsten Punkt Floridsdorfs dar.
Die Donau bildet die südwestliche Bezirksgrenze. Ein Teil der Neuen Donau und ein Abschnitt der Donauinsel liegen in Floridsdorf, während sich die Wasserfläche unmittelbar jenseits der Donauinsel bereits auf Döblinger Bezirksgebiet befindet. Die Wiener Donaubrücken auf Floridsdorfer Gebiet sind – gereiht in Fließrichtung der Donau – die Jedleseer Brücke, die Nordbrücke (zuvor Nordwestbahnbrücke), der Steinitzsteg, die Floridsdorfer Brücke, die Nordbahnbrücke, der Georg-Danzer-Steg und die Brigittenauer Brücke. In Floridsdorf befindet sich ferner das nördlichste Viertel der Alten Donau. 1992 wurde der Marchfeldkanal in Betrieb genommen, der das Bezirksgebiet quert.

### Bezirksteile
Der Gemeindebezirk besteht aus sieben auf ehemals eigenständige Gemeinden zurückgehenden Bezirksteilen, die – sofern nicht anders angegeben – heute Wiener Katastralgemeinden sind, sowie der Katastralgemeinde Schwarze Lackenau, die keine eigenständige Gemeinde war. Der namensgebende Bezirksteil Floridsdorf ist der flächenmäßig kleinste. Den größten Bezirksteil bildet Stammersdorf im Norden des Bezirks. An Stammersdorf grenzen Strebersdorf sowie Großjedlersdorf, das aus den beiden Katastralgemeinden Großjedlersdorf I und Großjedlersdorf II besteht. Östlich davon, an der Grenze zum 22. Gemeindebezirk, liegen die Leopoldau und Donaufeld. Jedlesee liegt im Westen des Bezirks, weiter donauaufwärts liegt die Katastralgemeinde Schwarze Lackenau. Zusätzlich zu den schon genannten Katastralgemeinden befinden sich in Floridsdorf kleine Teile der Katastralgemeinden (nicht der heutigen Bezirksteile) Kagran und Kaisermühlen, die als Katastralgemeinden zum Großteil, als Bezirksteile zur Gänze im Gemeindebezirk Donaustadt liegen.
Eine weitere, der Allgemeinheit kaum bekannte Gliederung des Bezirksgebiets besteht in den 28 Zählbezirken der amtlichen Statistik, in denen die Zählsprengel des Gemeindebezirks zusammengefasst sind. Obwohl sie gleich oder zumindest annähernd gleich lautende Bezeichnungen wie die entsprechenden Katastralgemeinden führen, weisen die Zählbezirke Donaufeld, Groß-Jedlersdorf, Alt-Jedlesee, Neu-Jedlesee, Leopoldau, Schwarzlackenau, Stammersdorf und Strebersdorf einen sich von jenen jeweils unterscheidenden Grenzverlauf auf. An Siedlungen und Flurnamen orientieren sich die Zählbezirke Hirschfeld, Nordrandsiedlung, Großfeldsiedlung, Schotterfeld, Siedlung Siemensstraße, Jochbergen, Donaufelder Gärtnergebiet, Mühlschüttel, Bruckhaufen und Industriegelände Bahndreieck. An die größte militärische Automobilwerkstätte (Austro-Fiat) der Donaumonarchie erinnert der Zählbezirk Autokader, an das 1911 in Betrieb genommene städtische Gaswerk der Zählbezirk Gaswerk Leopoldau. Die übrigen Floridsdorfer Zählbezirke führen Straßenbezeichnungen im Namen. Es sind dies die Zählbezirke Stammersdorf-Brünner Straße, Leopoldauer Straße-Siemensstraße, Strebersdorf-Pragerstraße, Koloniestraße, Shuttleworthstraße, Floridsdorf-Brünnerstraße, Floridsdorf-Am Spitz und Donaufeld-Leopoldauer Straße.

## Wappen

Wappen von Floridsdorf

Auf dem sechsgeteilten Wappenschild wurden die Wappen der früher selbstständigen Gemeinden zusammengeführt:
- Floridsdorf: Das Wappen in der Mitte zeigt eine zweihenkelige Vase mit drei roten Blumen an grünen Stielen zwischen acht grünen Blättern auf silbernem Hintergrund.
- Leopoldau: Das vom Betrachter aus gesehen linke (heraldisch rechte) obere Wappen stellt eine braun bekleideten rechten Arm, fünf goldene Ähren haltend, auf blauem Hintergrund dar.
- Stammersdorf: Das rechte, obere Wappen zeigt einen Laubbaum und drei Nadelbäume auf einer grünen Wiese, auf silbernem Hintergrund.
- Jedlesee: Das linke, untere Wappen stellt das golden gekleidete, mit Perlenschnüren und Edelsteinen verzierte, gekrönte Gnadenbild der Jungfrau Maria zu Loretto mit dem Jesuskind, beseitet von den roten Buchstaben M und L für „Maria Loretto“, auf silbernem Hintergrund dar.
- Strebersdorf: Das rechte, untere Wappen zeigt einen rotbedachten schwarzgeöffneten Turm mit zwei runden Fensteröffnungen und zwei roten Fähnchen mit goldenem Knauf auf dem Dachfirst auf einer grünen Wiese mit blauem Hintergrund.
- Groß Jedlersdorf: Das mittlere, untere Wappen zeigt zwei gekreuzte zugeschnürte Säcke auf rotem Hintergrund.

## Natur

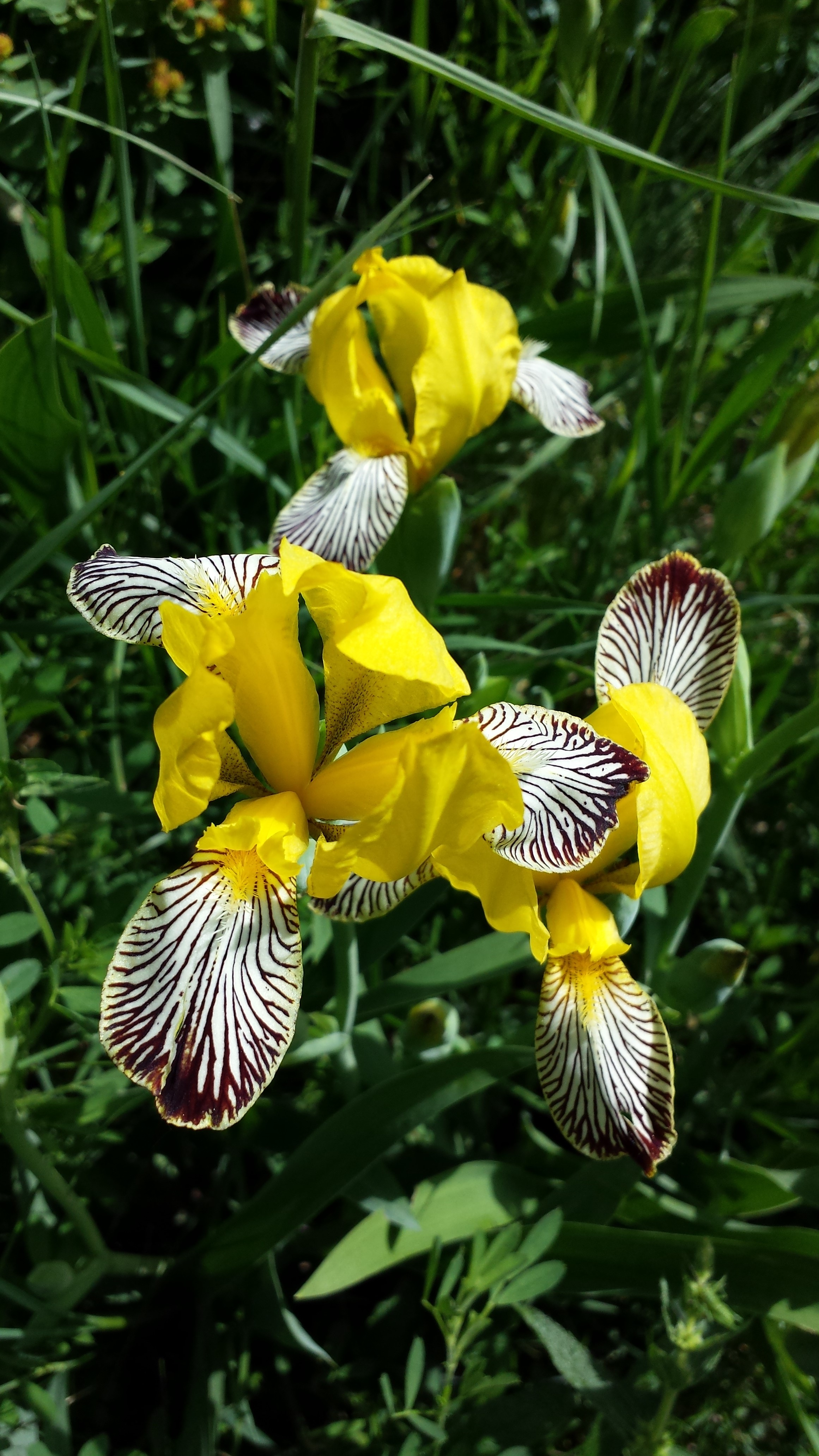
Bunt-Schwertlilien (Iris variegata) auf den Alten Schanzen

Floridsdorf gehört aus floristischer Sicht der Pannonischen Florenprovinz an und lässt sich in vier Naturräume gliedern:
Im Nordwesten erstreckt sich ein Teil des hauptsächlich in Niederösterreich gelegenen Bisambergs in den Bezirk. Dieser Einheit ist zudem das östlich des Bisambergs und nördlich der Stammersdorfer, Dr.-Nekowitsch-, Anton-Böck- und Langenzersdorfer Straße gelegene Areal zuzurechnen. Das Gebiet ist durch Weingärten und Äcker sowie durch Siedlungen mit teilweise noch dörflichem Charakter geprägt. Nördlich von Stammersdorf wurden während des Preußischen Krieges 1866 Schanzen als Verteidigungsanlagen zur Sicherung Wiens gegen die aus dem Marchfeld anrückenden preußischen Truppen errichtet. Heute wachsen auf den ehemaligen, inzwischen unter Naturschutz gestellten Alten Schanzen Halbtrocken- und Trockenrasen und Verbuschungsstadien mit bemerkenswerter Flora und Fauna. Gemeinsam mit dem Bisamberg gehören die Schanzen zu einem Natura-2000-Schutzgebiet.
Der Raum zwischen Donau, Prager Straße und Alter Donau wurde früher durch alljährliche Hochwässer und Altarmsysteme geprägt. Erst die Donauregulierung in den 1870er Jahren erlaubte eine Besiedlung. In der Schwarzlackenau und im Floridsdorfer Aupark sind noch kleine Reste der ehemaligen Pappel-Au vorhanden. Als Gewässer zu nennen sind die Schönungsteiche des Marchfeldkanals sowie die Alte Donau. Im Gebiet treten einige in Wien vom Aussterben bedrohte Arten, wie das Acker- und Steppen-Mannsschild auf.
In Donaufeld herrschen durch die Donaunähe frischere Böden vor und die Landschaft ist teilweise noch durch Gärtnereien und Gemüsekulturen mit interessanter Segetalflora geprägt. Durch den Siedlungsdruck geht die Anzahl der offenen Flächen aber in den letzten Jahren ständig zurück.
Auch im Kernbereich des Bezirks – in Floridsdorf, Jedlersdorf, Leopoldau und Strebersdorf – finden sich neben alten Ortskernen und vielen Neubauten noch Äcker und Brachen. Diese sind wegen ihrer Segetalflora bemerkenswert, unter anderem findet man hier die gefährdeten Arten Acker-Schwarzkümmel und Gelb-Günsel sowie die stark gefährdete Spatzenzunge. Der Marchfeldkanal durchzieht das Gebiet als grünes Band. Aus botanischer Sicht sind die ausgedehnten Bahnanlagen interessant, so treten hier Sand-Mohn und Gedrungen-Ampfer auf.

## Geschichte
Zur Geschichte der ehemaligen Gemeinde Floridsdorf siehe auch: Floridsdorf (Wiener Bezirksteil).
Zur Geschichte von 1906 bis 1958 im Verhältnis zum heutigen Bezirk Donaustadt und zu benachbarten Gemeinden in Niederösterreich siehe auch: Bezirk Floridsdorf-Umgebung

Floridsdorf und seine Umgebung um 1872 (Aufnahmeblatt der Landesaufnahme)

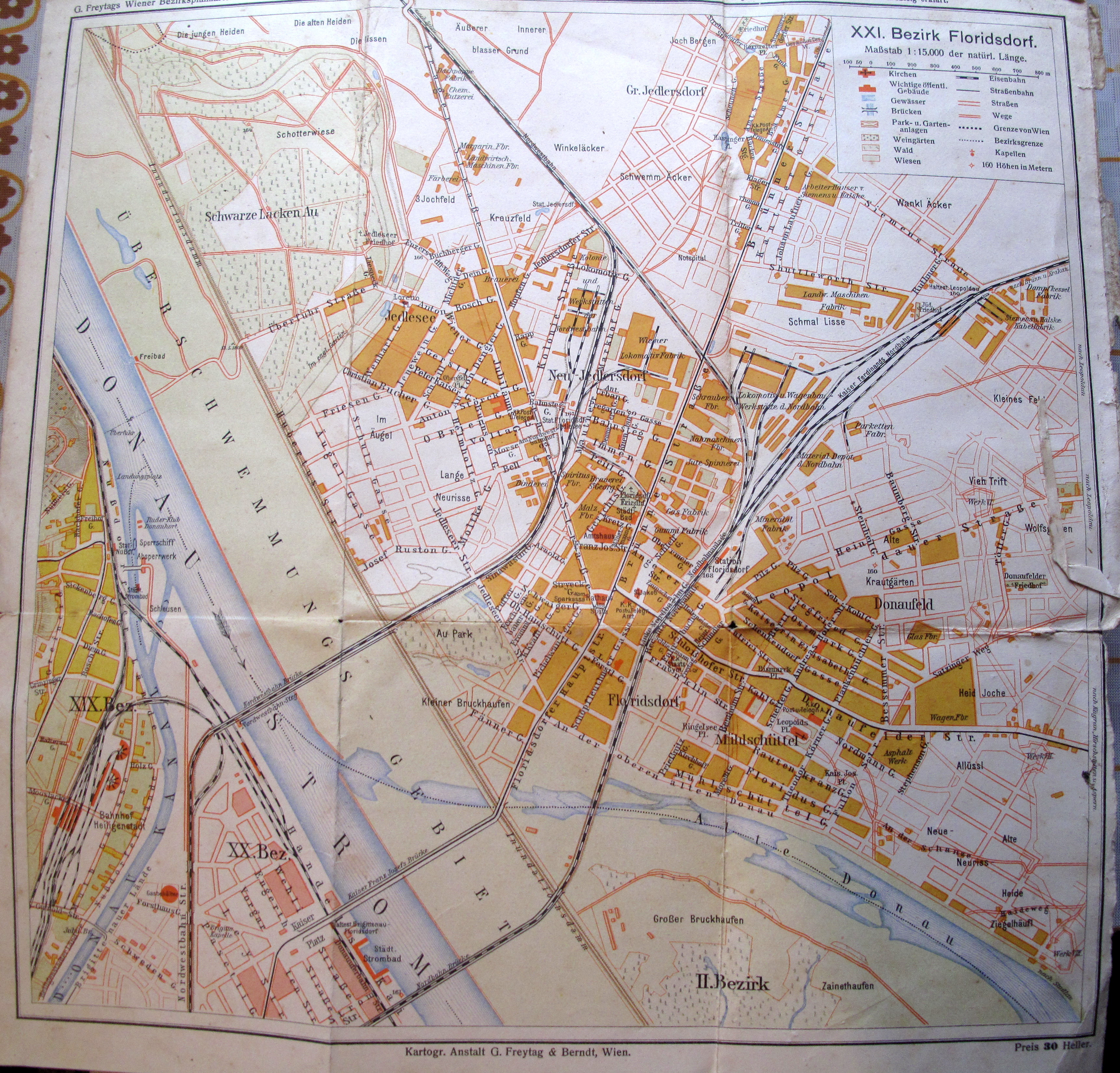
Floridsdorf (1912)

### Vorzeit und Mittelalter
Die ersten Besiedlungen in diesem Gebiet gab es in der Jüngeren Steinzeit (ca. 4000 bis 2000 v. Chr.) Es wurden Steinbeile und Topfreste aus dieser Zeit gefunden und man geht davon aus, dass es Jäger waren, die erstmals in diesem Gebiet siedelten.
In der Gegend von Leopoldau wurden Waffen und Schmuck aus Bronze gefunden, die auf eine Besiedlung hindeuten. Diverse Gegenstände sind im Bezirksmuseum zu besichtigen.
Um 500 v. Chr. kamen Kelten in das Gebiet des heutigen Floridsdorf, verloren aber, als die Römer kamen, wieder ihren Einfluss. Lange Zeit war das Gebiet Niemandsland, eine Pufferzone zwischen Römern und Germanen, und es kam hier auch immer wieder zu Kämpfen zwischen beiden Völkern.
Nach dem Ende der Römerherrschaft zog es Langobarden, Awaren und Slawen in dieses Gebiet. Die Awaren wurden später von Karl dem Großen besiegt und so zogen Bayern in das Land, um wiederum von den Magyaren vertrieben zu werden. Um das Jahr 1000 wurden die Babenberger in diesem Gebiet wieder eingesetzt und es gab 1014 die erste urkundliche Erwähnung des Floridsdorfer Stadtteils Jedlesee, damals Outcinesse (See des Uz) genannt.

### Entstehen von Floridsdorf
Lange Zeit konnte die Donau nur mit Fähren überquert werden; erst um 1500 wurde die erste Donaubrücke errichtet. An der Stelle der heutigen Floridsdorfer Hauptstraße beim Wasserpark wurde die erste Holzbrücke (Taborbrücke) errichtet, über einen weiteren kleinen Donauarm führte das Kuhbrückl. Dort wurden 1728–1736 Prager und Brünner Straße zu Poststraßen ausgebaut. Diese beiden wichtigen Verbindungen nach Böhmen und Mähren laufen Am Spitz zusammen, der danach benannt ist. Auch heute bildet der Bereich Am Spitz einen zentralen Ort in Floridsdorf, es befindet sich das Amtshaus des 21. Bezirks dort. An dieser Gabelung wuchs die neue Ansiedlung Jedlersdorf am Spitz. 1782 wurden Grundstücke für Siedler zur Verfügung gestellt. Eine weitere kleine Siedlung entstand 1786 weiter östlich im Bereich der heutigen Schlosshofer Straße. Propst Floridus Leeb vom Stift Klosterneuburg hatte Liegenschaften des Klosters an 26 Siedlerfamilien abgegeben, im Gegenzug wurde die Siedlung nach ihm benannt. Die beiden Siedlungen wuchsen rasch zusammen und wurden ab 1850 gemeinsam verwaltet (wenn auch erst 1874 formell vereinigt).

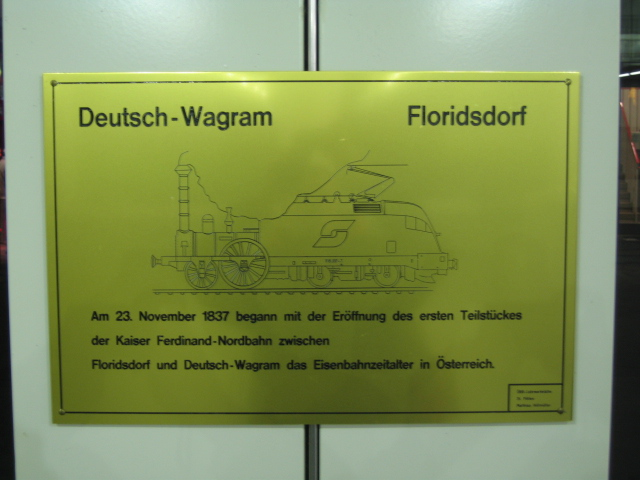
Erinnerungsplatte im Bahnhof Wien Floridsdorf

Eine Erinnerungsplatte im Bahnhof Wien Floridsdorf zeigt, dass am 23. November 1837 mit der Eröffnung des ersten Teilstückes der Kaiser Ferdinands-Nordbahn zwischen Floridsdorf und Deutsch-Wagram das Eisenbahnzeitalter in Österreich begann. Ab 1841 trug die Nordwestbahn, vorerst nach Stockerau, ebenfalls zur Industrialisierung bei, ab 1886 auch die Dampftramway-Gesellschaft vormals Krauss & Comp. als Vorläuferin der heutigen Straßenbahn.
Durch die Industrialisierung wandelte sich das ursprünglich stark von der Landwirtschaft geprägte Floridsdorf in kurzer Zeit zu einer Industriestadt. Dafür stehen beispielsweise die Vereinigten Chemischen Fabriken, die 1910 aus der Zusammenlegung zweier chemischer Betriebe (ansässig ab ca. 1894) in der Sebastian-Kohl-Gasse entstanden und Arbeitsplätze schufen. Der Gewerbepark wurde ab den neunziger Jahren zu einem Eventareal umgestaltet.
Wesentlich für diese Entwicklung war die Erste Wiener Donauregulierung der 1870er Jahre. Sie band die vorher nur über mehrere nicht hochwassersichere Brücken erreichbare Siedlung Floridsdorf nicht nur stärker an die Stadt Wien, sondern ermöglichte auch durch die Schaffung neuen, hochwassersicheren Baulandes das Wachstum. Das zeigt deutlich ein Vergleich der Situation 1820 – heute auf einer Kartenmontage des ehemaligen Kustoses im Floridsdorfer Bezirksmuseum Johann Orth.

### Großgemeinde
Der niederösterreichische Statthalter Erich von Kielmansegg betrieb 1890 intensiv die Vergrößerung Wiens und wollte auch Floridsdorf und andere Orte am linken Donauufer eingemeindet sehen. Der damalige Wiener Bürgermeister Johann Prix opponierte dagegen; die 1892 in Kraft getretene Stadterweiterung betraf daher nur das rechte Donauufer. Infolgedessen setzte sich Kielmansegg dafür ein, Floridsdorf zu vergrößern, und fand bei den Bürgermeistern der betroffenen Gemeinden positive Resonanz. Am 28. Mai 1894 trat die Vereinigung Floridsdorfs mit den Ortschaften Donaufeld, Jedlesee und Neu-Jedlersdorf (dem südwestlichen Teil von Großjedlersdorf) zur Großgemeinde Floridsdorf mit über 30.000 Einwohnern in Kraft. (1885 waren es noch 20.000 Einwohner gewesen, 1905 wurden 36.000 erreicht.)
Ab Mitte des 19. Jahrhunderts gab es Bestrebungen, Wien reichsunmittelbar zu machen und so vom Kronland Österreich unter der Enns abzutrennen. Für diesen Fall sah Kielmansegg Floridsdorf als Hauptstadt Niederösterreichs vor.

### Eingemeindung nach Wien
Um die Jahrhundertwende beteiligten sich Floridsdorfer Politiker intensiv an der Lobby für die Realisierung des Donau-Oder-Kanals, an dessen Wiener Ende sie einen großen Hafen in der Alten Donau anlegen wollten. Der Wiener Bürgermeister Karl Lueger hatte schon zuvor angekündigt, dass man in diesem Fall an die Vereinigung Floridsdorfs mit Wien schreiten müsse. (Er wollte keine konkurrierende Hafenstadt „vor der Haustür“.)
Die Initiative dazu ging letztlich aber von Floridsdorf selbst aus. Die Deutsche Bank hatte Lueger ein großes Kommunaldarlehen zugesagt. Die Floridsdorfer hingegen wussten nicht, wie sie ihre Investitionen finanzieren sollten. Bürgermeister Anderer wollte daher 1902 „auch um den Preis der Einverleibung“ Finanzhilfe von der Stadt Wien erhalten. Der Wiener Gemeinderat und der Niederösterreichische Landtag hatten keinen Einwand, doch spießte sich der Vorgang im Detail. Mit Unterstützung des k.k. Ministerpräsidenten Ernest von Koerber gelang Lueger dann 1904 der Durchbruch. Der Floridsdorfer Landtagsabgeordnete Karl Seitz, 1923–1934 beliebter Bürgermeister im Roten Wien, sprach sich gegen den Zusammenschluss Floridsdorfs mit Wien aus, weil er erwarteten Wohlstand der zu vergrößernden Industriestadt nicht mit ganz Wien teilen wollte.
Das entsprechende Landesgesetz wurde am 12. November 1904 beschlossen und am 10. Jänner 1905 publiziert, womit die Eingemeindung der bisherigen Großgemeinde Floridsdorf in die Stadt Wien in Kraft trat. Der neue 21. Bezirk umfasste Floridsdorf mit den Ortschaften Jedlesee, Großjedlersdorf, Donaufeld, Leopoldau, Kagran, Hirschstetten, Stadlau und Aspern. Das kurz vor der Eingemeindung errichtete Floridsdorfer Rathaus wurde vom 1. Jänner 1906 an als Magistratisches Bezirksamt für den 21. Bezirk weiterverwendet (bis Ende 1905 hatte noch die Bezirkshauptmannschaft Floridsdorf amtiert).
1909–1911 wurde das Gaswerk Leopoldau gebaut, das beträchtliche Teile Wiens mit Stadtgas versorgte. 1911 wurde der noch selbstständig gebliebene Teil von Strebersdorf eingemeindet. 1917 wurde statt der 1907 in Betrieb genommenen Autobuslinie die Straßenbahnlinie 117 vom Bezirkszentrum nach Leopoldau eingerichtet.

### Erste Republik
Im Roten Wien der Zwischenkriegszeit wurden zahlreiche kommunale Wohnbauten (Gemeindebau) wie etwa der Schlingerhof, die später Karl-Seitz-Hof genannte Gartenstadt und der Paul-Speiser-Hof errichtet.
Am 19. Februar 1924 wurde die nach Nordosten verlaufende Grenze zwischen 2. und 20. Bezirk an der Innstraße über die Donau bis zur Alten Donau verlängert – auf dieser Linie waren, wie im Wiener Landesgesetz vermerkt ist, Brücken über beide Gewässer geplant. Der am linken Donauufer nördlich dieser Linie gelegene Bruckhaufen (heute das Gebiet zwischen nördlicher Arbeiterstrandbandstraße, Donauturmstraße und Am Bruckhaufen) gelangte nun zum 21. Bezirk.
An der Alten Donau, die im obersten Teil von 1924 an zur Gänze, südlich des Bruckhaufens aber von der Mittellinie des Gewässers nordwärts zum 21., südwärts zum 2. Bezirk zählte, breiteten sich Sommerbäder und Sporteinrichtungen aus (das Arbeiterstrandbad, bis 1938 im 2. Bezirk, war schon 1910 errichtet worden). Das Stift Klosterneuburg stellte ab 1920 Baugründe in der Schwarzlackenau zur Verfügung. Von 1923 an wurde die Straßenbahnlinie 132 bis Strebersdorf geführt; im gleichen Jahr wurde der seit 1912 ausgeführte Neubau der Floridsdorfer Brücke eröffnet. Im Februar 1929 gab es auf der Donau bei einer Temperatur um −32 °C einen gewaltigen Eisstoß. Im gleichen Jahr wurde im nördlichsten Teil der Alten Donau der Wasserpark fertiggestellt. 1933 wurde auf dem Bisamberg an der nördlichen Stadtgrenze die in ganz Wien sichtbare Sendeanlage in Betrieb genommen, die 2010 gesprengt wurde.
Im Bürgerkrieg 1934 waren das Arbeiterheim Floridsdorf und der Schlingerhof Brennpunkte des Kampfes, den sozialdemokratische Floridsdorfer gegen das Heer der Diktaturregierung Dollfuß führten. Gemeindebauten wurden fallweise vom Bundesheer mit Kanonen beschossen, im Bezirk gab es 71 Tote und 182 Verwundete.

### Floridsdorf in Groß-Wien
Nach dem Anschluss Österreichs an das Deutsche Reich wurden in Floridsdorf ab 13. März 1938 wie überall in Wien Juden diskriminiert, beraubt, vertrieben und zur Ermordung deportiert; die Synagoge Floridsdorf in der Freytaggasse wurde am 10. November 1938 demoliert.
Per 15. Oktober 1938 erfolgte die Vergrößerung der Stadt zu Groß-Wien. Dabei wurde der neue 22. Bezirk, damals mit dem Zentrum Groß-Enzersdorf, geschaffen, zu dem u. a. alle östlich der Laaer Ostbahn gelegenen Teile des bisherigen 21. Bezirks geschlagen wurden. Der Bezirk Floridsdorf verlor Stadlau, Hirschstetten, Aspern und die Lobau an den 22. Bezirk, gewann aber Kaisermühlen und das Gebiet zwischen Alter Donau und Donau etwa von der heutigen Donauturmstraße südwärts (heute vor allem Donaupark, UNO-City und Donau City) vom 2. Bezirk, das niederösterreichische Stammersdorf, das 1954 bei Wien blieb, und weitere zehn niederösterreichische Gemeinden, die dann zu Niederösterreich zurückkehrten.
1940 wurde in der Brünner Straße die heutige Van-Swieten-Kaserne errichtet. Im Zweiten Weltkrieg bestand von Juli 1944 bis zum 1. April 1945 das KZ-Außenlager Wien-Floridsdorf, ein Außenlager des KZ Mauthausen, in dem über 2700 KZ-Häftlinge zur Zwangsarbeit im U-Boot- und Flugzeugbau sowie in der Raketenproduktion herangezogen wurden. Von 1944 an wurde das Industriegebiet von alliierten Bomberflotten angegriffen. Am 15. April 1945 war der Krieg für Floridsdorf mit dem Abzug der letzten SS-Truppen Richtung Stockerau und mit der Besetzung durch die Rote Armee beendet. Zuvor waren „Am Spitz“ vor dem Bezirksamt am 8. April die Widerstandskämpfer Major Karl Biedermann, Hauptmann Alfred Huth und Oberleutnant Rudolf Raschke von einem SS-Standgericht gehängt sowie am 13. April der Bisamberg-Sender und am 14. April die Floridsdorfer Brücke gesprengt worden. Der Bezirk zählte nun bis zum Sommer 1955 zum sowjetischen Sektor Wiens.

### Nach dem Zweiten Weltkrieg
1946 wurde der spätere Bürgermeister und Bundespräsident Franz Jonas bis 1948 Bezirksvorsteher von Floridsdorf. Ebenfalls 1946 einigten sich Wien und Niederösterreich darauf, die Eingemeindungen zu Groß-Wien großteils rückgängig zu machen. Im Zuge dieser Bereinigung sollte die Grenze zwischen Floridsdorf und dem heutigen 22. Bezirk, Donaustadt, von der Laaer Ostbahn nach Nordwesten verschoben werden und lagemäßig an die Grenze zwischen 2. und 20. Bezirk anschließen. Infolge eines Einspruchs der sowjetischen Besatzungsmacht konnten diese Änderungen erst 1954 in Kraft treten; dann schieden Kagran und Kaisermühlen aus dem 21. Bezirk aus.
In weiterer Folge kam es noch viermal zu Änderungen des Grenzverlaufs zum 22. Bezirk. 1964 wurde die Bezirksgrenze im Bereich der östlichen Aderklaaer Straße und im Bereich des Bruckhaufens in Donaufeld geringfügig verschoben. 1995 erfolgte eine Grenzanpassung im Bereich Zehdengasse und Eipeldauer Straße. Über weite Strecken änderte sich der Grenzverlauf zur Donaustadt im Jahr 2002 bei Oskar-Grissemann-Straße, Josef-Baumann-Gasse, Alter Donau, Drygalskiweg und Wagramer Straße. Betroffen von diesen Grenzänderungen waren vor allem Verkehrsflächen, außerdem wurde Floridsdorf dadurch die große Sportanlage in der Eipeldauer Straße zugeschlagen. Im Gegenzug verlor der Bezirk einen größeren Anteil an der Wasserfläche der Alten Donau an die Donaustadt.

### Neubauten
Nach dem Krieg baute die Stadtverwaltung im 21. Bezirk neuerlich viele Gemeindebauten; mit Spenden aus Biel in der Schweiz konnte gebaut werden, aus Dankbarkeit erhielt ein älterer Gemeindebau 1947 den Namen „Bieler Hof“. Das größte Vorhaben war ab 1966 die Großfeldsiedlung, im Norden von der Nordbahn, im Süden vom historischen Leopoldau begrenzt. Sie wurde 2006 durch die U-Bahn-Linie U1 erschlossen, davor durch die Straßenbahnlinie 25. 1962 nahm die Wiener Schnellbahn den Betrieb auf. 1964 wurde die ehemalige Nordwestbahnbrücke über die Donau als autobahnmäßige Nordbrücke eröffnet, 1967 ein neues Hallenbad, 1968 das Haus der Begegnung. 1972 begann der Bau von Donauinsel und Neuer Donau, der 1987 vollendet war. 1976–1978 musste die altersschwache Floridsdorfer Brücke durch einen Neubau ersetzt werden. 1981 wurde entlang des Hubertusdamms an der Donau die Donauufer Autobahn eröffnet. 1983 wurde eine völlig neue Donaubrücke, die Brigittenauer Brücke, vom 20. in den 21. Bezirk fertiggestellt.
1990–1996 wurde an der Grenze zum 22. Bezirk die neue Veterinärmedizinischen Universität gebaut. 1992 wurde der Marchfeldkanal eröffnet. 1996 wurde die U6 nach Floridsdorf verlängert. Ein TU-Projekt „lidovienna“ schickt auf eine interaktive Entdeckungsreise durch das „Gebiet links der Donau“.

## Bevölkerung
Bevölkerungsentwicklung
Quelle: Statistik.at

### Bevölkerungsentwicklung
Der heutige Bezirksgebiet von Floridsdorf umfasste 1869 mit seinen Dörfern nur 12.022 Einwohner. An der Stadtgrenze zu Wien gelegen wuchs die Bevölkerung rasch an und wies bis zum Ersten Weltkrieg sehr hohe Wachstumsraten auf. 1910 hatte Floridsdorf bereits 62.154 Einwohner und seine Bevölkerungszahl seit 1869 mehr als verfünffacht. Da Floridsdorf auch nach dem Ersten Weltkrieg eine gegenüber anderen Bezirken vergleichsweise geringe Bevölkerungsdichte aufwies, stieg die Bevölkerungszahl sukzessive weiter. Abgesehen von einem kurzen Bevölkerungsrückgang während des Zweiten Weltkriegs und danach, nahm die Bezirksbevölkerung laufend zu, wobei die Wachstumsraten ab den 1990er Jahren deutlich sanken.
Mit der wienweiten Trendwende hin zu stärkerem Wachstum um die Jahrtausendwende erhöhte sich die Wachstumsrate wieder etwas. Waren es im Jahr 2001 noch 128.228 Einwohner, lebten Anfang 2015 bereits 151.740 Menschen in Floridsdorf, womit der 21. Bezirk die drittgrößte Bevölkerung beherbergt. Mit 3.408 Einwohnern/km² liegt Floridsdorf hinsichtlich der Einwohnerdichte jedoch im unteren Viertel der Wiener Gemeindebezirke.

### Bevölkerungsstruktur
In Floridsdorf lebten 2005 deutlich mehr Kinder, aber auch eine etwas höhere Zahl von Menschen über 60 Jahre als im Durchschnitt Wiens. Die Zahl der Kinder unter 15 Jahren lag mit 16,2 % deutlich über dem Bereich Gesamtwiens (14,6 %). Der Anteil der Bevölkerung zwischen 15 und 59 Jahren war mit 61,4 % (Wien: 63,4 %) hingegen deutlich unter dem Durchschnitt, wobei die Floridsdorfer Bevölkerung insbesondere in der Altersgruppe der Menschen zwischen 20 und 34 Jahren Defizite aufwies. Der Anteil der Menschen im Alter von 60 oder mehr Jahren war mit 22,5 % (Wien: 22,0 %) leicht über dem Wiener Durchschnitt. Die Geschlechterverteilung lag im Bezirksgebiet 2001 bei 47,3 % Männern und 52,7 % Frauen, die Anzahl der verheirateten Bevölkerung war mit einem Anteil von 43,0 % gegenüber 41,2 % über dem Durchschnitt Wiens.

### Herkunft und Sprache
Der Anteil der ausländischen Bezirkseinwohner lag 2006 bei 11 % (Wien: 19,1 %). Dies war der viertniedrigste Wert eines Wiener Gemeindebezirks. Wie im gesamten Bundesland weist der Ausländeranteil ein Wachstum auf, 2001 lag der Anteil bei 7,8 %. Den höchsten Anteil an der ausländischen Bevölkerung stellten 2005 mit rund 2,3 % Anteil an der Bezirksbevölkerung Staatsbürger aus Serbien und Montenegro. Weitere 1,2 % waren türkische, 0,9 % polnische und 0,6 % deutsche Staatsbürger. Insgesamt waren 2001 15,4 % der Bezirksbevölkerung nicht in Österreich geboren worden. 3,0 % sprachen als Umgangssprache Serbisch, 2,3 % Türkisch und 1,1 % Kroatisch.

### Religionsbekenntnis
Floridsdorf weist mit 53,9 % einen der höchsten Bevölkerungsanteile an Menschen mit römisch-katholischem Glauben in Wien auf (Wien: 49,2 %). Es gibt im Gemeindebezirk 16 römisch-katholische Pfarren, die das Stadtdekanat 21 bilden. Demgegenüber war der Anteil der Menschen mit islamischem Glauben mit 4,9 % sowie der orthodoxen Gläubigen mit 3,0 % stark unter dem Durchschnitt. Der Anteil der evangelischen Bewohner lag mit 4,4 % im Rahmen Gesamtwiens. 28,9 % der Bezirksbevölkerung gehörten 2001 keiner Religionsgemeinschaft an, wobei dies der höchste Wert eines Wiener Gemeindebezirks war. Weitere 4,9 % der Bevölkerung hatten kein oder ein anderes Religionsbekenntnis angegeben.

## Politik
| Bezirksvorsteher           | Bezirksvorsteher |
| -------------------------- | ---------------- |
| Franz Bretschneider (SDAP) | 1919–1932        |
| Anton Feistl (SDAP)        | 1932–1934        |
| Franz Koch (SPÖ)           | 1945–1946        |
| Franz Jonas (SPÖ)          | 1946–1948        |
| Ernst Theumer (SPÖ)        | 1948–1959        |
| Rudolf Hitzinger (SPÖ)     | 1959–1964        |
| Otmar Emerling (SPÖ)       | 1964–1980        |
| Kurt Landsmann (SPÖ)       | 1980–1994        |
| Heinz Lehner (SPÖ)         | 1994–2014        |
| Georg Papai (SPÖ)          | 2014–            |

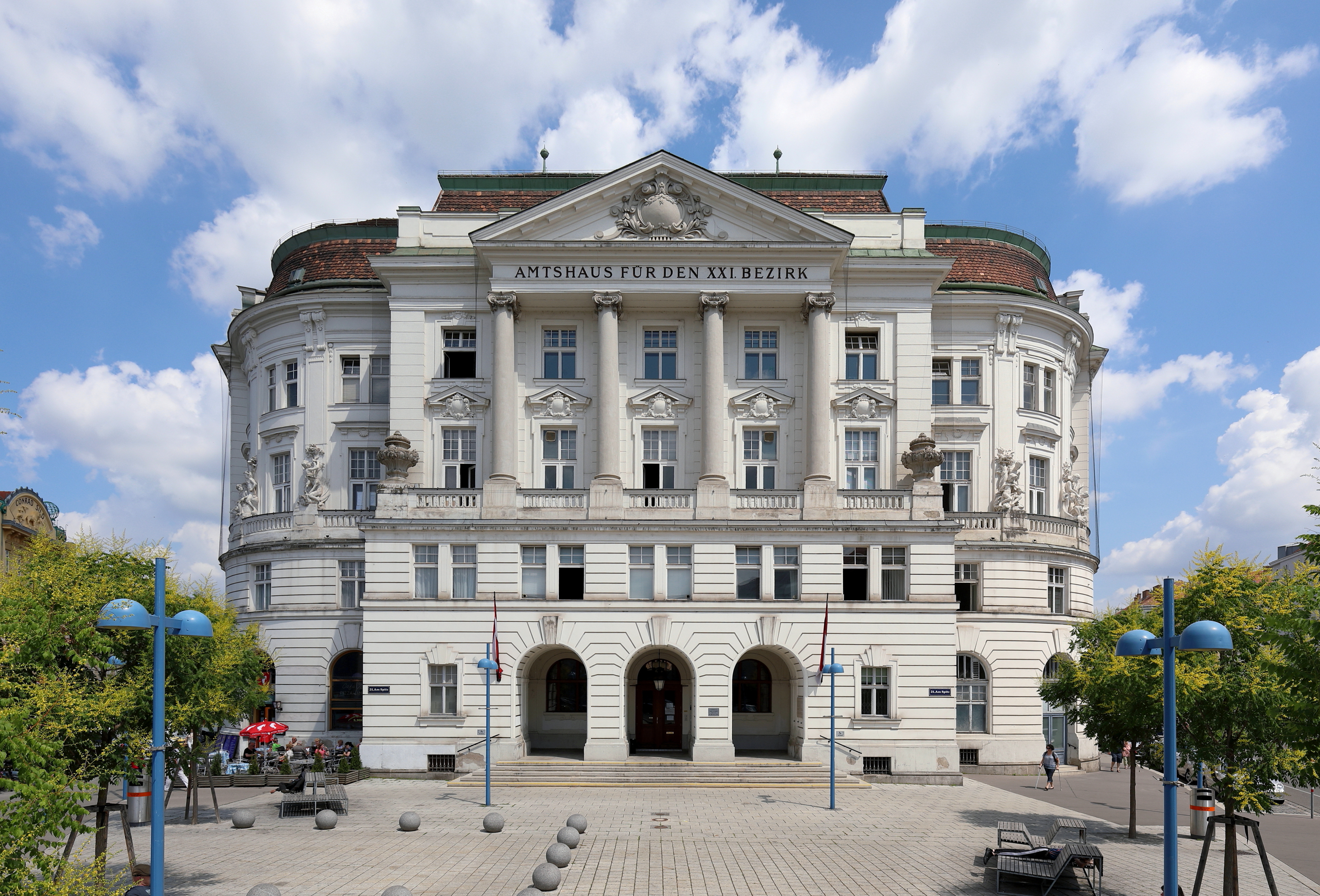
Amtshaus Floridsdorf

Die Bürgermeister der ehemaligen selbständigen Gemeinde Floridsdorf siehe: Floridsdorf (Wiener Bezirksteil)

## Persönlichkeiten
Einige bekannte Persönlichkeiten wurden hier geboren oder lebten zumindest eine Zeit lang hier:
- Friedrich Dietz von Weidenberg (1871–1941), Architekt, der nach 1900 am Ausbau des Floridsdorfer Zentrums beteiligt war
- Franz Jonas (1899–1974), Staatsmann und Politiker
- Manfred Mautner Markhof sen. (1903–1981), Industrieller und Mäzen („MMM“)
- Georg Heinrich Theodor Mautner Markhof (1904–1982), Industrieller und Politiker („Buwa“)
- Karl Nieschlag (1909–1975), Bildhauer
- Hans Jordan (1910–1978), Wienerlied-Interpret
- Toni Strobl (1925–2006), Musiker
- Hannes Androsch (1938–2024), Unternehmer, Politiker und Steuerberater
- Hermann Nitsch (1938–2022), Maler und Aktionskünstler
- Erika Pluhar (* 1939), Schauspielerin, Sängerin und Schriftstellerin
- Rudolf Hundstorfer (1951–2019), Politiker
- Peter Pacult (* 1959), Fußballspieler und -trainer
- Andy Borg (* 1960), Schlagersänger und Fernsehmoderator
- Peter Resetarits (* 1960), Jurist, Journalist und Moderator
- Karl Markovics (* 1963), Schauspieler, Regisseur und Drehbuchautor
- Andreas Ogris (* 1964), Fußballspieler
- Gerald Pichowetz (1964–2024), Film- und Theaterschauspieler
- Georg Gartner (* 1966), Präsident der Internationalen Kartographischen Vereinigung
- Marko Arnautović (* 1989), Fußballspieler

## Verkehr

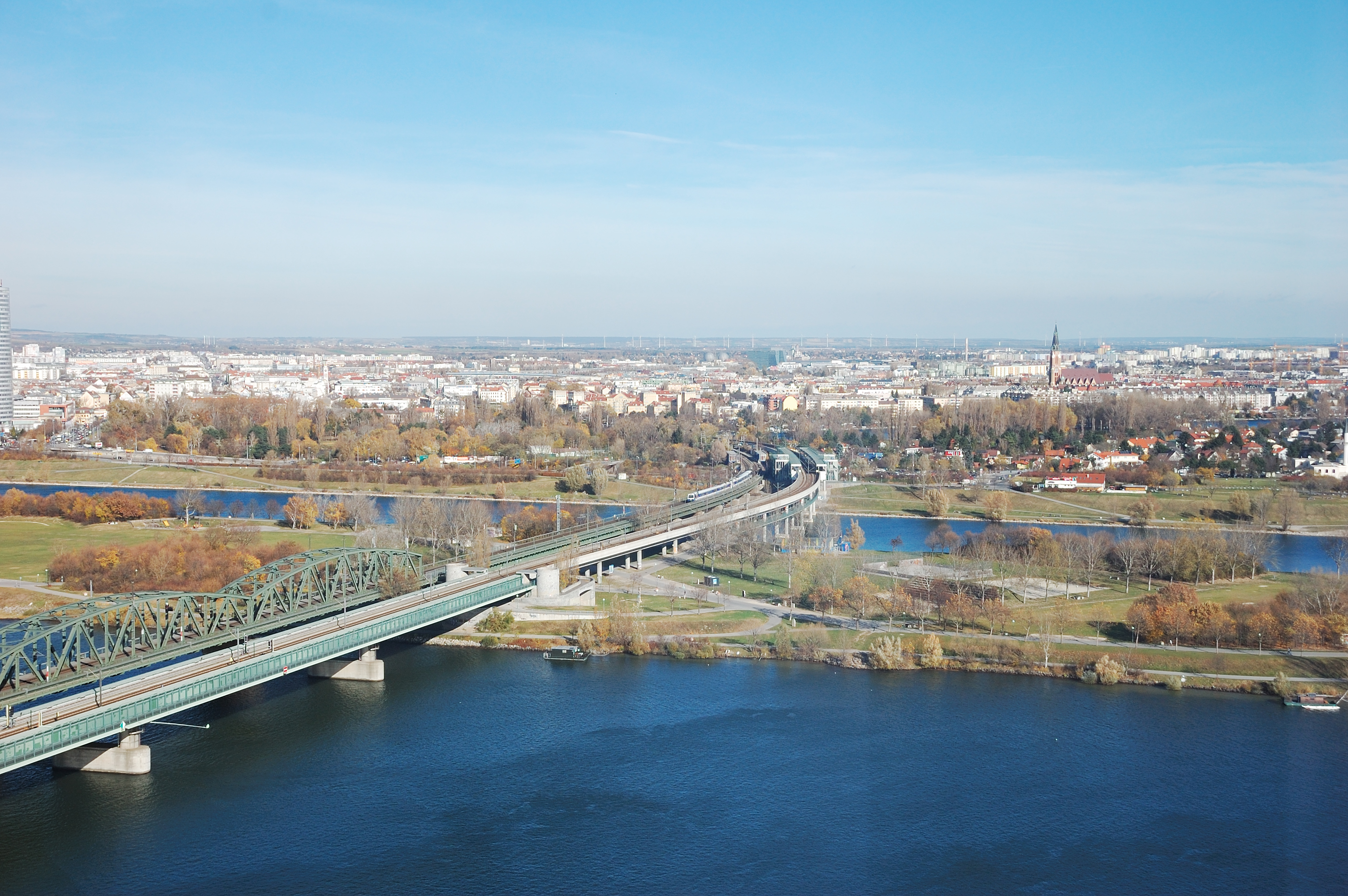
Auf der Nordbahnbrücke (links) überquert die Eisenbahn, auf dem unmittelbar daneben liegenden Georg-Danzer-Steg die U6 die Donau zwischen 20. und 21. Bezirk.

### Eisenbahn
Moderner öffentlicher Verkehr wurde in Floridsdorf anfangs nur von der 1837 eröffneten Kaiser Ferdinands-Nordbahn und der 1841 eröffneten Nordwestbahn angeboten. Jede der beiden Bahnlinien besaß ihre eigene Donaubrücke. 1870 kamen die Laaer Ostbahn und die Marchegger Ostbahn dazu, beide heute im 22. Bezirk.
Die Nordwestbahn bog bis 1959 vor der Station Jedlersdorf in ihre heutige Strecke ein; dann wurde der Nordwestbahnhof für den Personenverkehr stillgelegt und die Bahnbrücke zur Nordbrücke umgebaut. Die Nordwestbahnzüge verkehrten nun vom Bahnhof Wien Praterstern wie die Nordbahnzüge über den Bahnhof Wien Floridsdorf. Seit 1962 ist Floridsdorf der nördliche Endpunkt der sogenannten Stammstrecke der in diesem Jahr eröffneten Wiener Schnellbahn zum Bahnhof Wien Meidling. Dazu wurde der Bahnhof (Wien) Floridsdorf neu gestaltet.
Neben diesem Verkehrsknotenpunkt besitzt der Bezirk an der Nordbahn die S-Bahn-Stationen Siemensstraße und Leopoldau, an der Nordwestbahn Brünner Straße, Jedlersdorf und Strebersdorf.
Die Floridsdorfer Hochbahn als Schleife ermöglicht vereinfachte Güterzugsfahrten von der Nordwestbahn zur Nordbahn.

### U-Bahn
Seit 1996 führt die U-Bahn-Linie U6 zum Bahnhof Wien Floridsdorf. Sie überquert Donau und Neue Donau, vom 20. Bezirk kommend, auf dem Georg-Danzer-Steg, der südöstlich in geringem Abstand parallel zur Nordbahnbrücke errichteten U-Bahn-Brücke, die am linken Ufer der Neuen Donau bei der U-Bahn-Station Neue Donau endet.
Seit 2006 führt die U-Bahn-Linie U1, von Kagran nordwärts verlängert, über die Stationen Kagraner Platz und Rennbahnweg (22. Bezirk) und die Stationen Aderklaaer Straße und Großfeldsiedlung im 21. Bezirk zur U-Bahn-Station Leopoldau neben der dortigen S-Bahn-Station.

### Straßenbahn
1886 wurde eine von der heutigen Augartenbrücke am Donaukanal (2. Bezirk) ausgehende Dampftramwaystrecke nach Stammersdorf über Floridsdorf in Betrieb genommen, Vorläuferin der seit 1910/11 verkehrenden heutigen Straßenbahnlinie 31 (vorher: 231 bis 1978 bis Großjedlersdorf, 331 1927–1982 bis Stammersdorf).

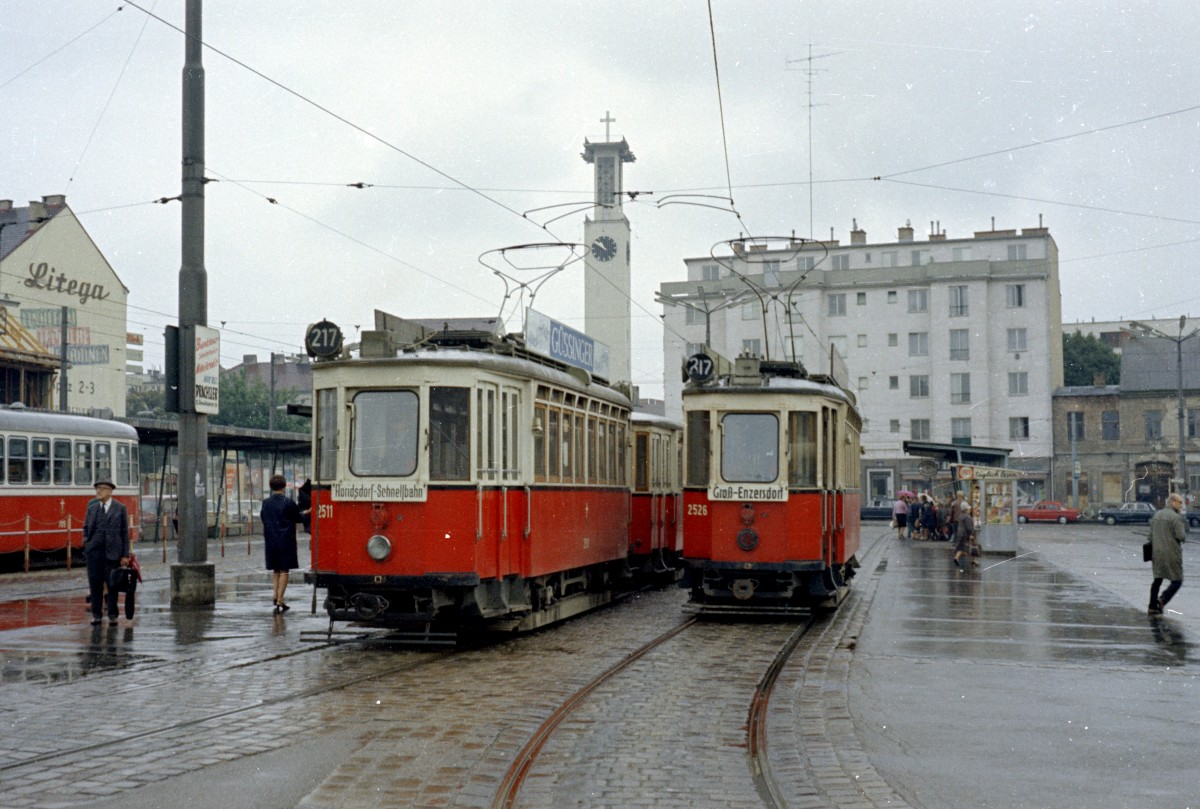
Straßenbahnlinien 217 und 317 am Franz-Jonas-Platz (1969)

In Floridsdorf wurde gleichzeitig eine Zweigstrecke quer durch den späteren Bezirk nach Kagran (1912 elektrifiziert, bis 1971 Linie 17, seit 1982 Linie 26) und von dort nach Groß-Enzersdorf (1922 elektrifiziert, bis 1970: Linie 317) in Betrieb genommen. Die genannten Linien waren 1907 von der Stadt Wien angekauft worden.
Seit 1912 verkehrte von Floridsdorf die Linie 32 nach Jedlesee, seit 1923 wurde die Linie 132 (wie die Linie 31) vom Schottenring (Augartenbrücke) aus bis Strebersdorf geführt. Seit der Betriebsaufnahme der U6 im 21. Bezirk, 1996, bis 2013 aufgrund der Verlängerung der U-Bahn-Linie U2 die Straßenbahnstrecken im angrenzenden 22. Bezirk geändert wurden, verkehrte die Linie 26 von Strebersdorf über Floridsdorf nach Kagran und Aspern. Seit Oktober 2013 fährt die Linie 26 von Strebersdorf über Floridsdorf und Kagraner Platz auf einer Neubaustrecke zur U-Bahn-Station Hausfeldstraße. Die Strecke von Floridsdorf über Kagran nach Aspern übernimmt seitdem die wieder eingerichtete Straßenbahnlinie 25.

## Wichtige Gebäude

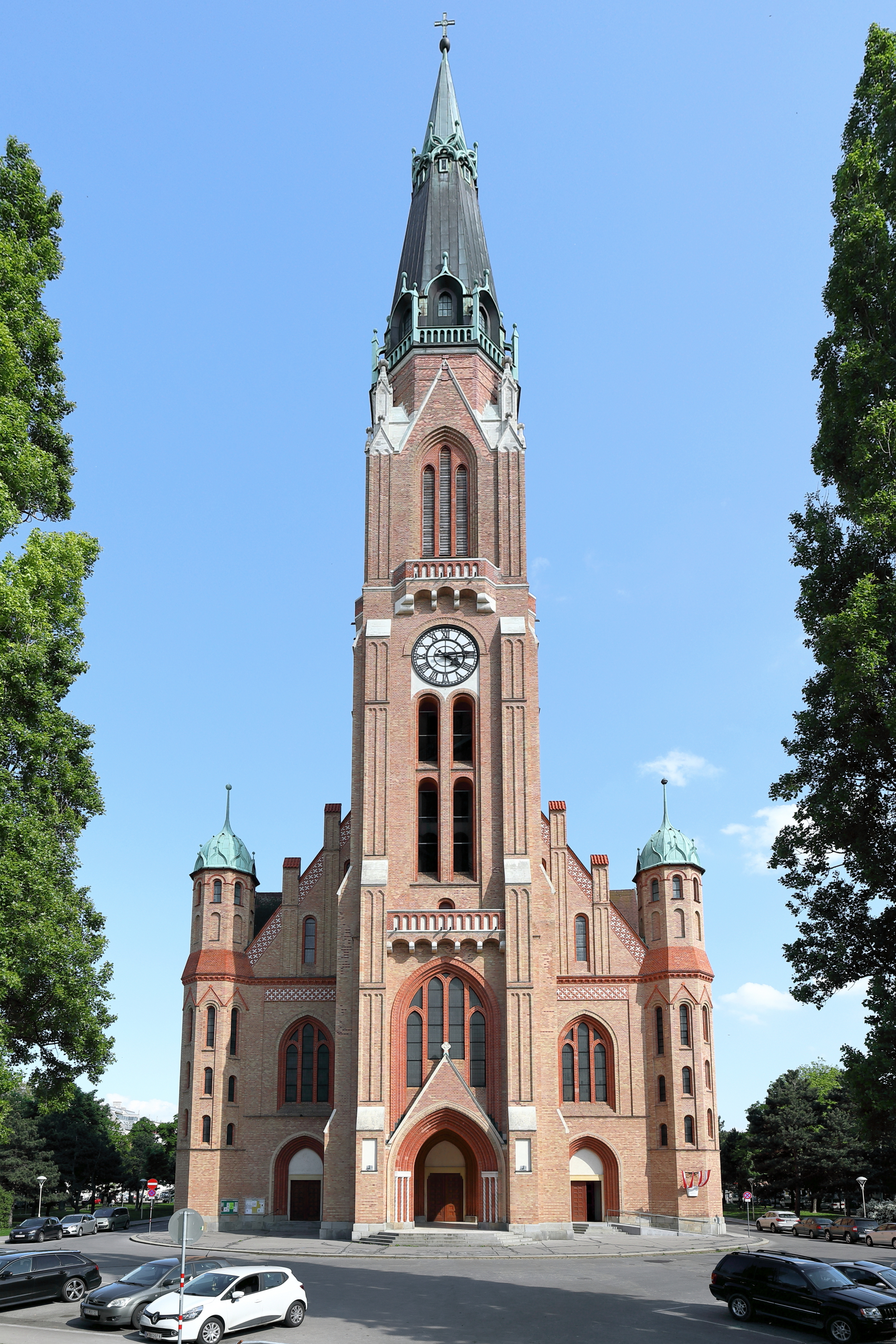
Donaufelder Pfarrkirche

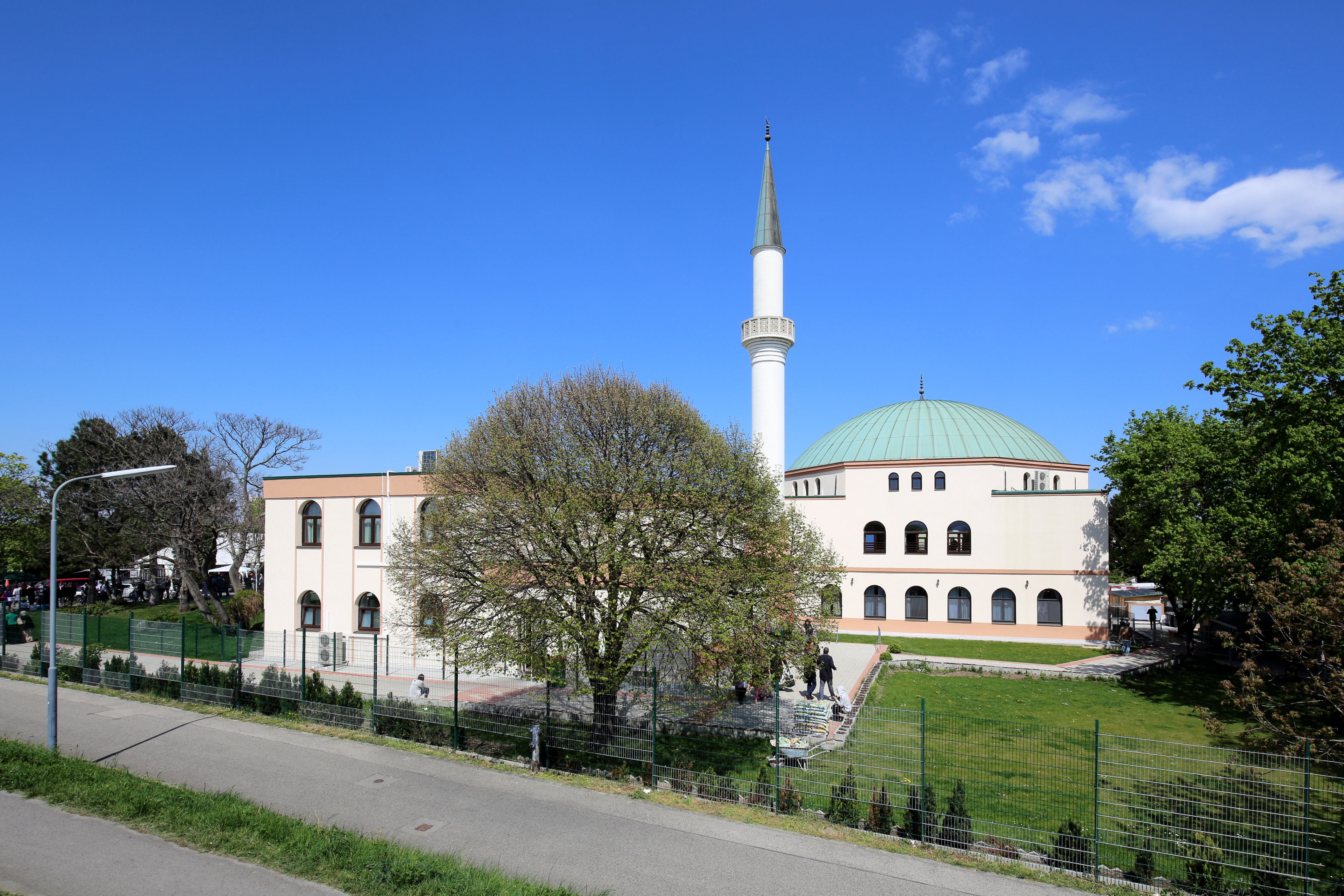
Islamisches Zentrum

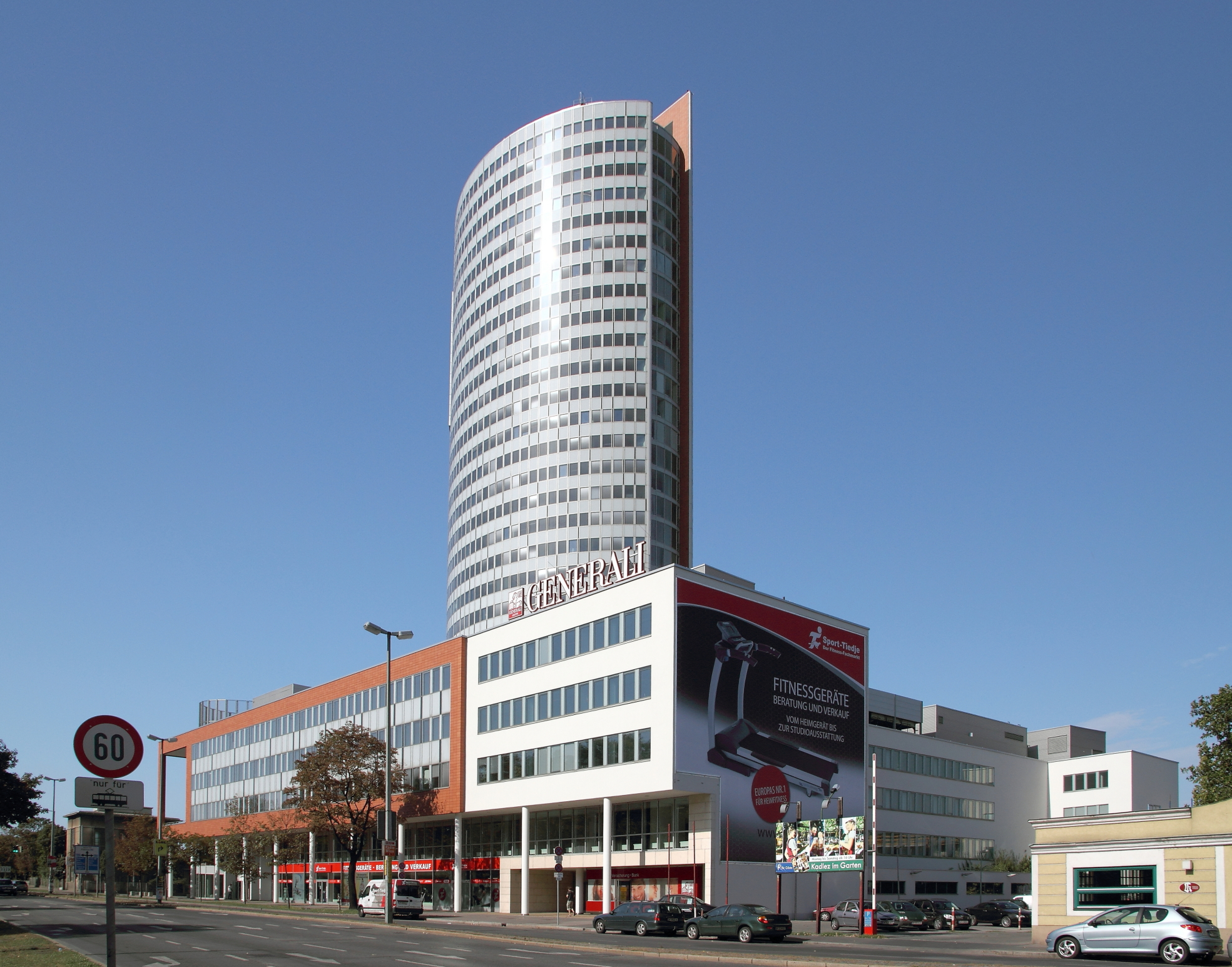
Der Florido Tower, Floridsdorfs höchstes Gebäude

- Viele Stadtrandsiedlungen mit Schrebergärten
- Zahlreiche Großsiedlungen
  - Großfeldsiedlung
  - Nordrandsiedlung
  - Siedlung Jedlesee
  - Neu-Stammersdorf
  - Schlingerhof
  - Karl-Seitz-Hof
  - Rosa-Weber-Hof
  - Paul-Speiser-Hof
  - Franz-Koch-Hof (ugs. Mitterhofer-Siedlung)
- Schulen und andere Bildungseinrichtungen
  - Kirchliche Pädagogische Hochschule Wien/Krems, Campus Wien–Strebersdorf (inklusive Praxisvolksschule und Praxishauptschule – Kooperative Mittelschule)
  - Vienna Business School Handelsakademie und Handelsschule Floridsdorf
  - Fachhochschule Technikum Wien – Außenstandort energyBase
  - Berufsschule für Kraftfahrzeugtechnik, Spengler und Karosseure
  - Sonderschule für Schwerstbehinderte Kinder
  - Höhere Bundeslehranstalt für Tourismus
  - Höhere Bundeslehranstalt für wirtschaftliche Berufe
  - Tierpflegeschule des Fonds zur Förderung der Tierpflegerausbildung
  - Franz-Jonas-Europaschule Deublergasse
  - Paul-Grüninger-Schule, Volk- und Mittelschule in der Hanreitergasse
  - De La Salle Schulen Strebersdorf (Schulbrüder Strebersdorf)
  - Bundesgymnasium und Bundesrealgymnasium Franklinstraße 21
  - Bundesgymnasium und Bundesrealgymnasium Franklinstraße 26
  - Bundesgymnasium und Bundesrealgymnasium Ödenburgerstraße
  -  Bundesgymnasium und Bundesrealgymnasium „Bertha von Suttner“ (Schulschiff)
  - Bundesgymnasium und Bundesrealgymnasium „Ella Lingens Gymnasium“ (ehemals: Gerasdorfer Straße)
  - Universität Wien – Betriebswirtschaftliches Zentrum (BWZ)
  - Veterinärmedizinische Universität Wien
  - Volkshochschule Floridsdorf

- Kirchen
  - Ordenskirche der Schulbrüder Strebersdorf
  - Strebersdorfer Pfarrkirche Maria Königin
  - Donaufelder Pfarrkirche
  - Katholische Pfarrkirche Floridsdorf
  - Großjedlersdorfer Pfarrkirche zum hl. Karl Borromäus (Wallfahrtskirche Klein-Maria-Taferl)
  -  Markuskirche Marco-Polo-Platz
  - Seelsorgestation St. Michael
  - Pfarrkirche Maria-Loretto
  - Pfarrkirche Gartenstadt
  - Evangelische Pfarrkirche Floridsdorf
  - Pfarrkirche Herz Jesu

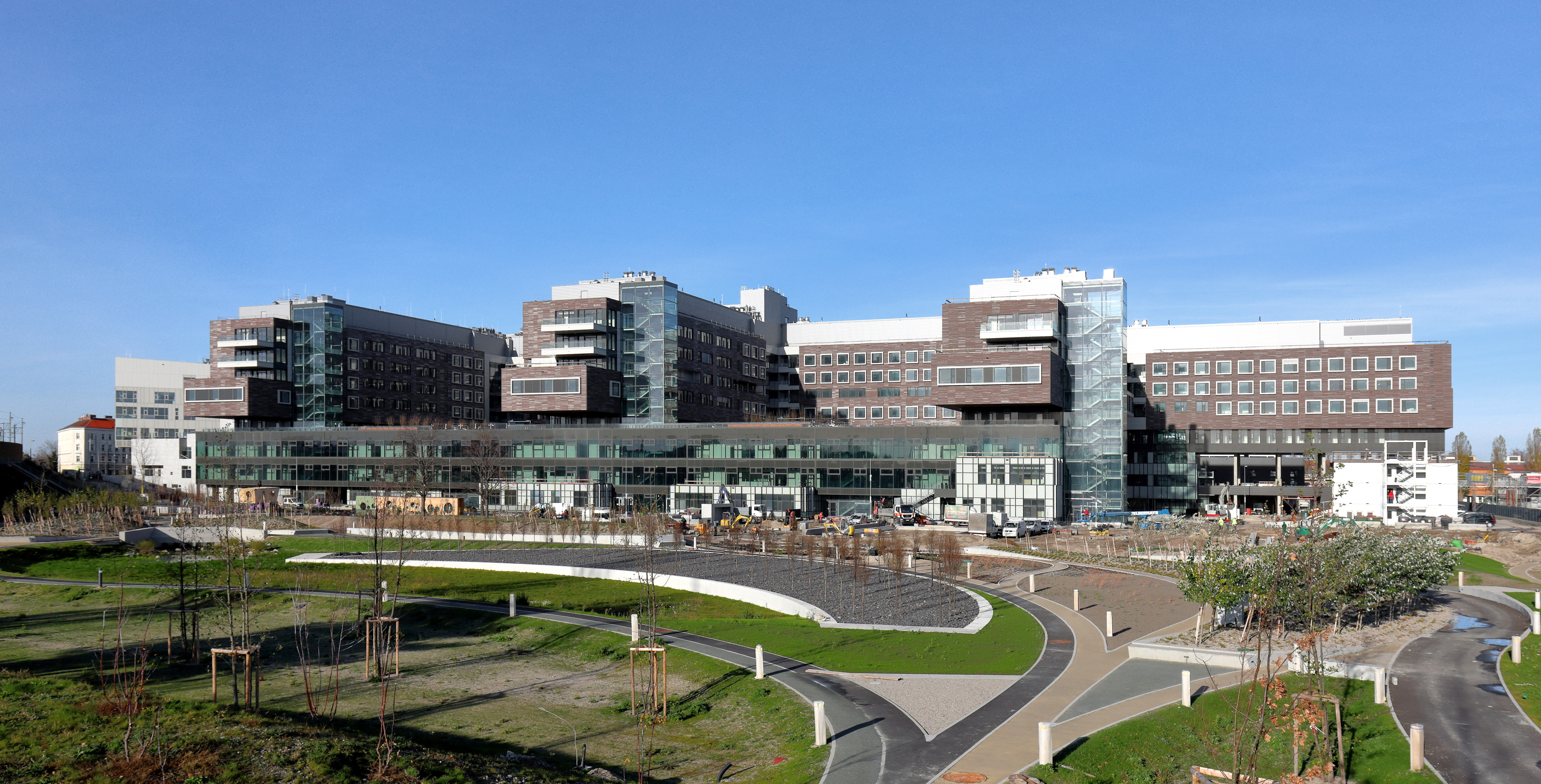
Klinik Floridsdorf (2017)

- Gesundheits- und Sozialeinrichtungen
  - Sozialmedizinisches Zentrum Floridsdorf – Krankenhaus und Geriatriezentrum
  -  Militär-Medizinisches Zentrum Heeresspital Wien
  - Klinik Floridsdorf

- Sport und Freizeit
  - Strandbad Angelibad
  - Floridsdorfer Bad
  - Großfeldsiedlungsbad

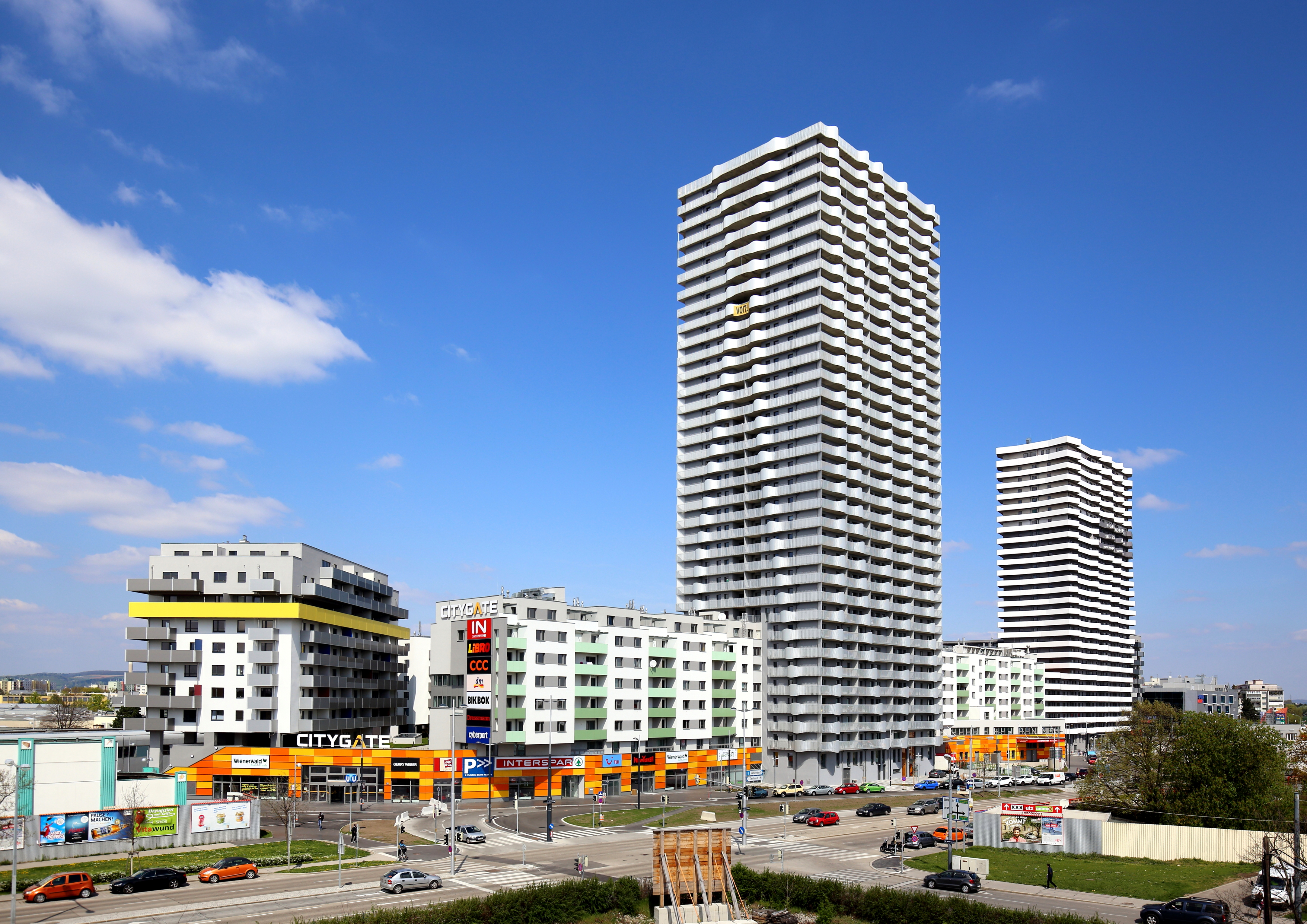
Die Citygate Wien mit einem 35-geschoßigen und einem 27-geschoßigen Hochhaus

- Wohnhausanlage und Einkaufszentrum
  - Citygate Wien wurde von 2013 bis 2015 an der Wagramer Straße 195, Ecke Aderklaaer Straße und Holzmanngasse, errichtet. Die Anlage umfasst 1012 Wohneinheiten, einen Kindergarten und einen Einzelfachmarkt mit 14.500 m² Nettoverkaufsfläche für rund 50 Geschäfte. Im Zentrum der Anlage befindet sich der 35-geschoßige CGL Tower mit einer Höhe von rund 100 Meter.[30] Dieser wurde beim Emporis Skyscraper Award 2015 mit dem 9. Platz ausgezeichnet.[31]

## Kultur und Sehenswürdigkeiten
Siehe auch: Liste der Wiener Parks und Gartenanlagen/Floridsdorf

### Sehenswürdigkeiten
- Beethoven-Gedenkstätte
- Beethovenweg
- Pfarrkirche Donaufeld (Der wuchtige neo-frühgotische Backsteinbau ist die dritthöchste Kirche Wiens und war vor der Eingemeindung Floridsdorfs als „Dom Niederösterreichs“ geplant worden.)
- die Wiener Donauinsel
- die Alte Donau
- Alte Schanzen

### Museen

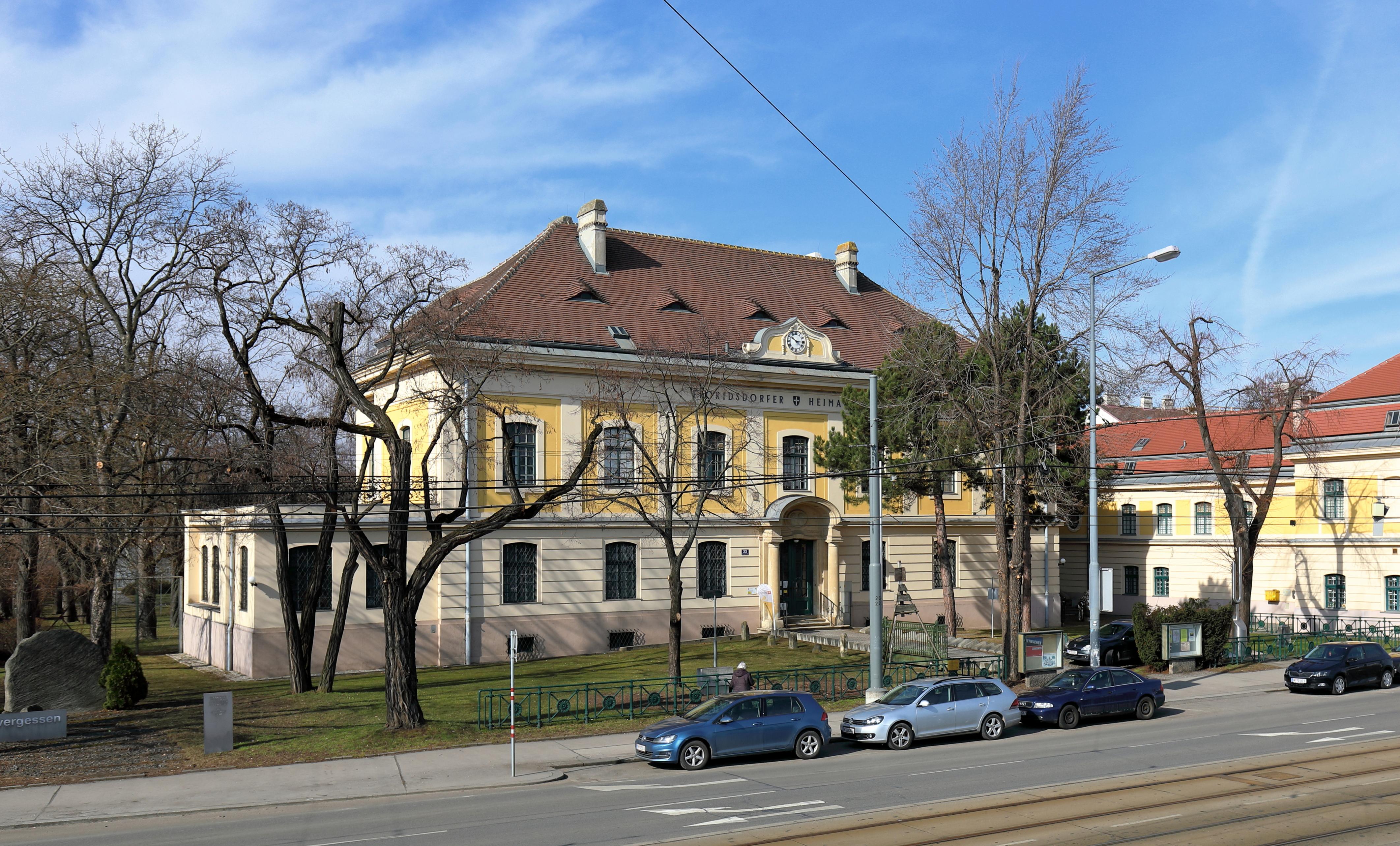
Das Heimatmuseum im Mautner-Schlössl

Das Heimatmuseum Floridsdorf wurde 1953 im Mautner-Schlössl (Prager Straße Nr. 33) untergebracht, ab 1957 umgebaut und 1960 wiedereröffnet. Das Heimatmuseum, mittlerweile als Bezirksmuseum bezeichnet, widmet sich schwerpunktmäßig der Entstehung der Landschaft links der Donau, dem Beginn der Dampfschifffahrt, der Eisenbahngeschichte sowie der Geschichte der alten Orte.
Das „Museum für Beschirrung und Besattelung, Hufbeschlag und Veterinärorthopädie“ sammelte Knochenpräparate, Sättel, Pferde- und Rindergeschirre. Es wurde im Jahr 2014 geschlossen. Es stellte die Entwicklung des Hufbeschlags von den Römern bis zur Gegenwart dar. Die meisten Exponate gingen in das Lipizzaner-Museum AM HELDENBERG. Das „1. Wiener Fischereimuseum“ bietet Informationen über die Fischerei im Wandel der Zeit. Die Ausstellung zeigt seltene Präparate einheimischer Fischarten, Aquarien, alte Schriften und Exponate, Fischereigeräte und „fischfressende“ Tiere. In Jedlesee wurde im ehemaligen Landgut der Gräfin Anna-Maria Erdődy eine Gedenkstätte für Ludwig van Beethoven eingerichtet.

### Chöre
Die 1865 gegründete Chorvereinigung Harmonie (genaue Bezeichnung: Floridsdorfer Chorvereinigung „Harmonie 1865“) ist ein gemischter Chor, der aus durchschnittlich 40 Mitgliedern besteht. Er tritt regelmäßig öffentlich auf und geht von Zeit zu Zeit auch auf Reisen, wie beispielsweise nach Krakau, Rom oder in die Toskana, wo er Konzerte gibt bzw. Gottesdienste musikalisch gestaltet.
Der Stammersdorfer Männergesangverein (gegründet 1890) ist der einzige Männerchor im 21. und 22. Bezirk. Zurzeit (Stand 2012) besteht der Chor aus rund 35 aktiven Sängern. Zwei Konzerte und eine Stiftungsmesse sind Fixpunkte im Vereinsjahr, aber auch die Mitgestaltung verschiedener Veranstaltungen in Stammersdorf und Umgebung.

### Partnerstädte
- Angyalföld, seit 1989[33]
- Katsushika, Tokio, seit 1987, siehe dazu auch den Kirschenhain auf der Donauinsel[33]

### Sportvereine
- SR Donaufeld Wien
- Sportunion Donaufeld
- Sportunion Leopoldau
- Floridsdorfer AC
- Technopool Admira
- SC Columbia
- Kampfsportcenter Floridsdorf
- DEKKERS Barracudas (American Football & Flagfootball Verein)

### Theater
- Gloria-Theater